# Hollandse ziekte (gedrag)
Hollandse ziekte (Engels: Dutch Disease) is het praten door een podiumoptreden heen, wat in Nederland meer voor zou komen dan elders. Het is niet duidelijk of dit echt het geval is en in elk geval komt het internationaal voor.
De benaming zou afkomstig zijn van de manier waarop buitenlandse artiesten dit schijnbaar Nederlandse gedrag noemen. De eerste keer dat de term in Nederlandse media in verband werd gebracht met door concerten heen praten was in juni 2016. Daarvoor werd deze term gebruikt om een economische boom te beschrijven die andere sectoren lamlegde. Specifiek in referentie tot de aardgasboom waardoor de gulden in waarde steeg, wat voor problemen zorgde in productiesectoren.
Er zijn op kleine schaal enkele acties ondernomen om het praten tijdens concerten te verminderen. Zo schrijft Paradiso (in 2023) in hun mailing: "Geniet van de muziek. Om de ervaring voor zowel de artiest(en) als je mede-bezoeker zo fijn mogelijk te maken, vragen we je om voor of na het concert (ook van voorprogramma's) bij te praten." Muziekzender Kink is in 2023 een campagne begonnen. met de slogan "Don't Do Dutch". Ook verkoopt Kink shirts met de opdruk “Shut up, the band is playing”.